# Petersburg (Schiff)
Die Petersburg war ein Fährschiff für den Transport von Eisenbahn- und Straßenfahrzeugen sowie Passagieren. Unter dem Namen Mukran war sie das erste für die Fährverbindung Mukran–Klaipėda gebaute und auf dieser Strecke eingesetzte Eisenbahnfährschiff. Die auf der Mathias-Thesen-Werft in Wismar gebaute Fähre war bei ihrer Indienststellung 1986 die größte Zweideck-Eisenbahnfähre der Welt. Nach einem Umbau fuhr sie von 1995 bis 2019 unter dem Namen Petersburg im Ostseeraum. Im Oktober 2021 wurde sie im indischen Alang verschrottet.

## Geschichte
Die Mukran wurde am 27. August 1986 an VEB Deutfracht Seereederei Rostock abgeliefert und kam unter DDR-Flagge mit Heimathafen Rostock in Fahrt. Sie war Typschiff der Serie „EGF-321“, deren Einsatz für den Schienengüterverkehr auf der Fährverbindung Mukran–Klaipėda vorgesehen war. Infolge der politischen Wende in der DDR und des Endes des Kalten Krieges wurden jedoch nur fünf der geplanten sechs Schiffe gebaut. Schwesterschiffe waren die Fähren Klaipėda (heute Aziz Express), Greifswald, Vilnius und Kaunas.
Die Mukran wurde bis 1990 vom VEB Deutfracht/Seereederei Rostock und anschließend von deren Nachfolger Deutsche Seereederei Rostock betrieben. Sie fuhr unter deutscher Flagge mit Heimathafen Rostock. 1994 wurde sie für die Euroseabridge Schiffahrtsgesellschaft Rostock registriert. Nach umfassenden Umbaumaßnahmen und einer Generalüberholung im Jahr 1995 auf der Gdańsk Shiprepair Yard in Danzig, bei der das Schiff auch für den Transport von Straßenfahrzeugen und einer größeren Passagierzahl umgerüstet wurde, erfolgte der Verkauf der Fähre an die MS Petersburg Schifffahrtsgesellschaft Rostock und die Umbenennung in Petersburg. Im gleichen Jahr wurde sie auf der ersten deutschen Fährlinie zwischen Travemünde und Sankt Petersburg eingesetzt.
Anfang 1996 wurde die Petersburg für drei Fahrten mit Militärausrüstung von Emden nach Kroatien verchartert. Ab 1997 fuhr das Schiff unter der Flagge Liberias mit Heimathafen Monrovia. 1999 fuhr es noch eine Fahrt mit Militärausrüstung nach Thessaloniki (Griechenland) für die KFOR-Truppen. In den folgenden Jahren wurde das Schiff auf verschiedenen Fährlinien im Ostseeraum eingesetzt, so von Klaipėda nach Travemünde, Mukran und Kiel. Von 2003 bis 2009 fuhr es für Scandlines zunächst zwischen Karlshamn und Libau sowie ab 2005 von Windau nach Karlshamn und Nynäshamn. Anfang 2009 wurde die Fähre in Stettin aufgelegt.
Ab dem 26. November 2010 wurde das Schiff von der Blacksea Ferry and Investments und OOO Baltijskij Flot auf den Strecken Ust-Luga – Pillau und Ust-Luga – Sassnitz eingesetzt. Es fuhr ab Oktober 2010 unter russischer Flagge mit Heimathafen Sankt Petersburg.
Vom Juli bis zum Oktober 2014 war die Petersburg zur Versorgung der Krim zwischen Noworossijsk und Kertsch im Schwarzen Meer im Einsatz. Ab dem 28. Oktober 2014 wurde sie auf der Strecke Noworossijsk – Sewastopol eingesetzt. Von März 2015 bis Mai 2016 war sie wieder zwischen Ust-Luga und Pillau im Einsatz, sporadisch lief sie von dort auch die Häfen Sassnitz und Klaipėda an. Im Juni 2018 wurde sie in Tallinn wegen ausstehender Zahlungen an die Kette gelegt (Schiffsarrest). Im selben Jahr wurde der Name des Schiffs kyrillisch mit Петербург angeschrieben.
Im März 2019 wurde das Schiff an OFW Ships verkauft. Das in Odeep One umbenannte und unter die Flagge Panamas gebrachte Schiff sollte zur Trinkwasserherstellung aus Meerwasser genutzt werden. Dafür wurde es bis Oktober 2019 auf der Danziger Werft Remontowa umfangreich umgebaut. Danach lag die Odeep One ab Ende 2019 in Sète/Frankreich. Im Oktober 2020 wurde bekannt, dass OFW Ships liquidiert wird und das Schiff zum Verkauf steht. Ende 2020 wurde das Schiff von der niederländischen Investmentfirma Kuikawa in Den Haag ersteigert. Das Unternehmen gehört zur Kuikawa-Holding in Singapur. Dieses hatte den Umbau des Schiffs zur Herstellung von Trinkwasser finanziert.
Im Juli 2021 wurde das Schiff in Deep One umbenannt und unter die Flagge von St. Kitts und Nevis gebracht. Am 23. Juli 2021 verließ es Sète. Vermutlich durch das illegale Abpumpen von Ölrückständen aus Tanks des Schiffes kam es bei Sète zu einer Ölverschmutzung, in deren Folge Strandabschnitte gesperrt wurden. Im September erhielt das Schiff den neuen Namen Lotus und wurde nach Gabun umgeflaggt. Am 13. Oktober 2021 wurde es bei den Abwrackwerften bei Alang zur Verschrottung auf den Strand gefahren.

## Ausstattung
Die Mukran war als reine Güterfähre konzipiert. Die Länge über Alles betrug mehr als 190 Meter, die Länge zwischen den Loten 173 Meter, die Breite 28 Meter und der Tiefgang 7,20 Meter. Die Seitenhöhe betrug 15,2 Meter. Vor dem Umbau wurde die Vermessung mit 22.400 BRT angegeben. Durch elf vom Schiffsboden zum Hauptdeck reichende Querschotten war das Schiff in zwölf wasserdichte Abteilungen unterteilt.
Vier Dieselmotoren mit 10.592 kW Gesamtleistung trieben über Getriebe zwei Verstellpropeller an. Das Schiff erreichte eine Reisegeschwindigkeit von 16 kn. Zwei Querstrahlsteueranlage am Bug mit je 740 kW und eine am Heck mit 370 kW Leistung gewährleisteten gute Manövriereigenschaften.
Auf beiden Fahrzeugdecks befanden sich jeweils fünf Gleise in russischer Breitspur, wodurch eine gegenüber Normalspurwagen um 35 Prozent höhere Güterkapazität möglich wurde. Die insgesamt nutzbare Gleislänge betrug 1.539 Meter. Bei der Länge eines Standardwagens von 14,73 Metern konnten 103 Güterwagen mitgeführt werden. Auf das Hauptdeck entfielen 49 und auf das teilweise offene Oberdeck 54 Wagen.
Die Be- und Entladung beider Decks erfolgte vor dem Umbau ausschließlich über landseitige Doppelstockbrücken, da auf dem Schiff keine Bord-Hebebühnen vorhanden sind. Eine mittschiffs liegende automatische Krängungsausgleichsanlage sicherte beim Ladevorgang eine relativ stabile Lage des Schiffs und diente auf See zur Dämpfung der Rollbewegungen. Die Heckklappe der Einendfähre war 18,4 m breit sowie 5,9 m hoch und wurde zum Be- und Entladen bis 6 m über Oberdeck gehievt. Die Fähre musste zum Anlegen im Hafengebiet wenden und rückwärts die Fährbrücke anfahren. Bei den Umbauarbeiten 1995 erhielt das Schiff zusätzlich eine Heckrampe, durch welche die Fähre flexibel und unabhängig von Anlagen an Land eingesetzt werden konnte. Seitdem konnten bis zu 308 PKW oder 97 LKW transportiert werden.
Für die früher 42 bzw. seit dem Umbau 36 Mann Besatzung standen Einzelkabinen zur Verfügung. In sechs Zwei-Mann-Kabinen konnten ursprünglich zwölf Passagiere befördert werden. Beim Umbau wurden Unterbringungsmöglichkeiten für 140 Passagiere geschaffen.

## Bildergalerie

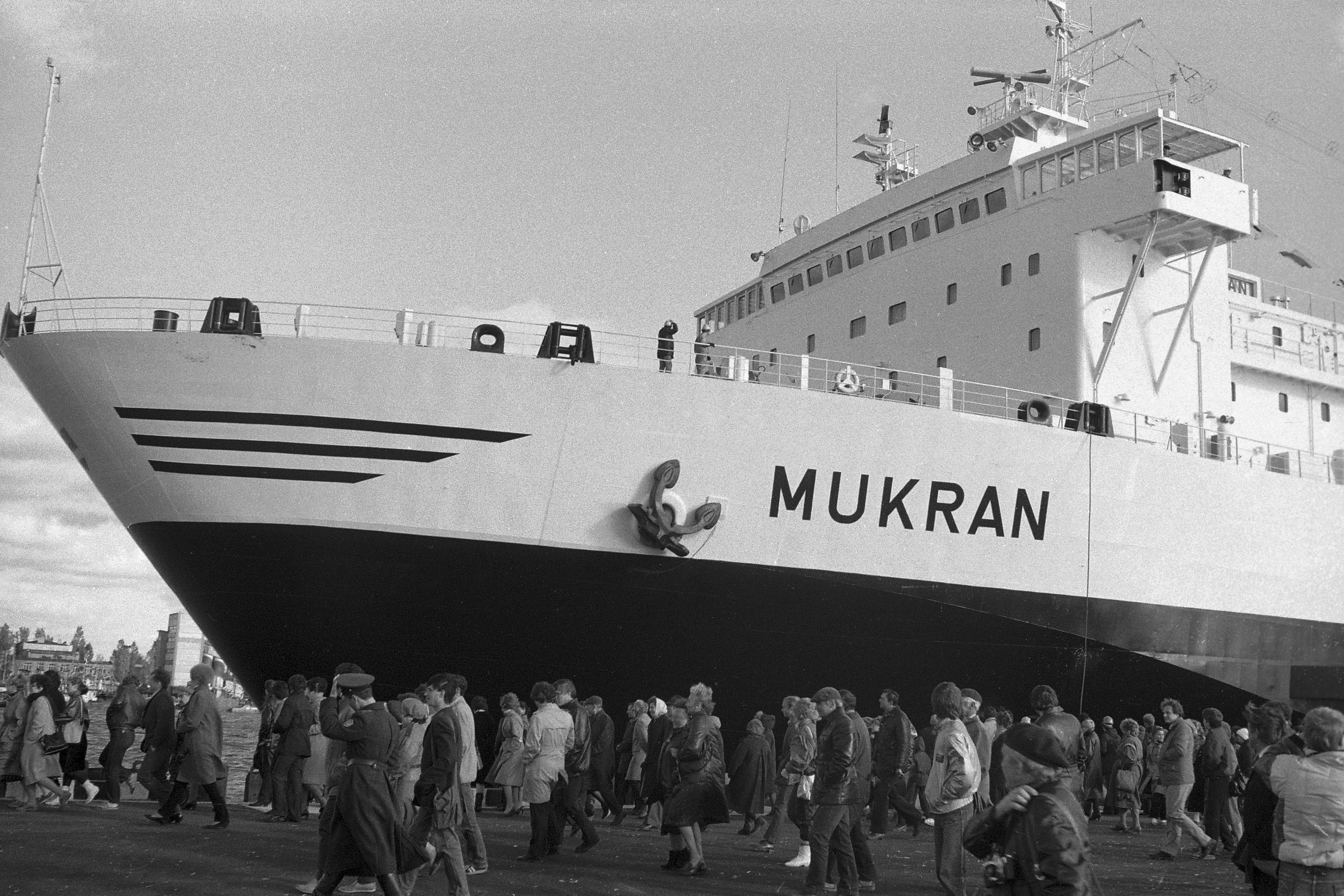
Die Mukran (1986)
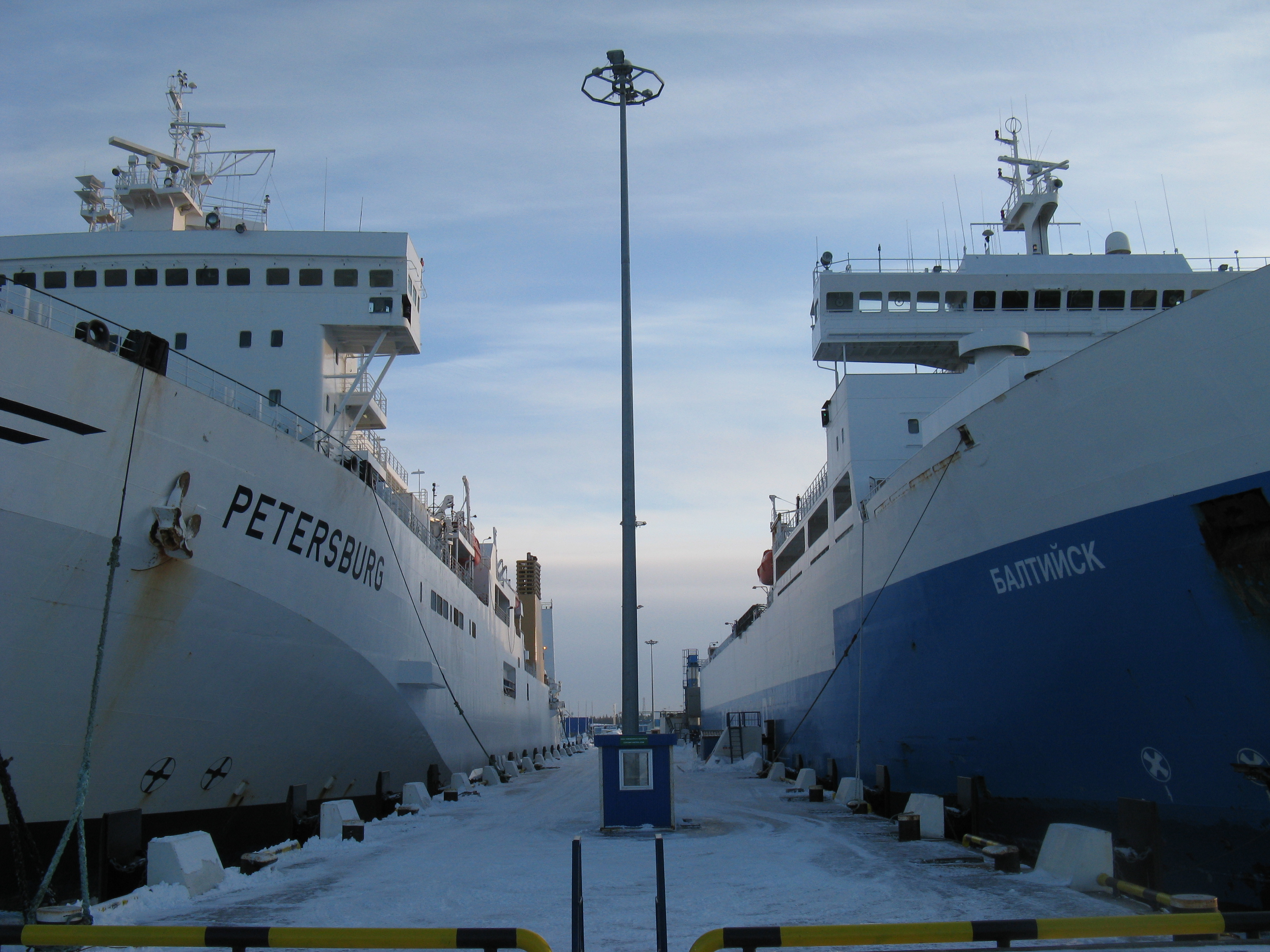
Die Petersburg und die Baltiysk in Ust-Luga
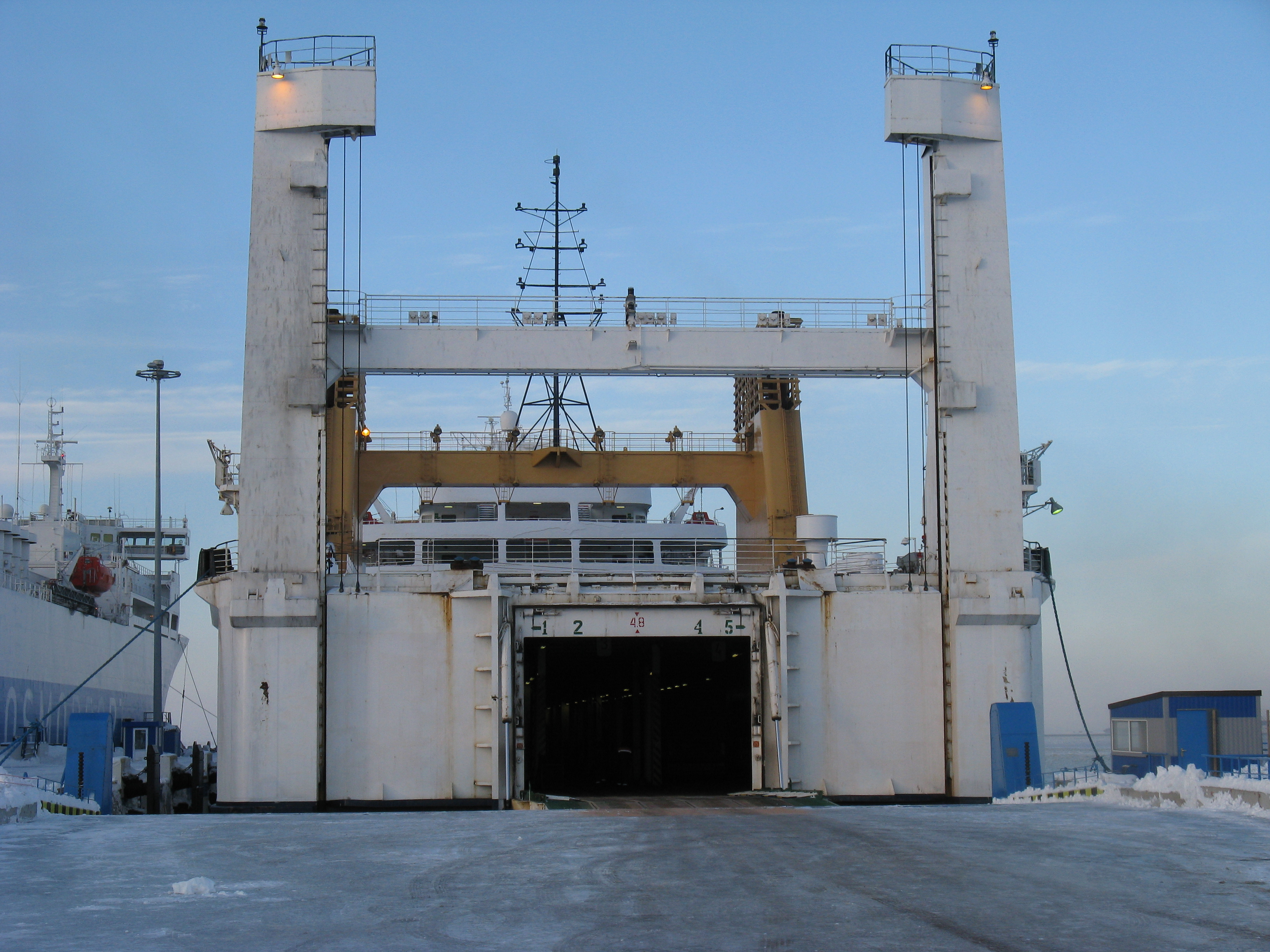
Die Petersburg in Ust-Luga von hinten
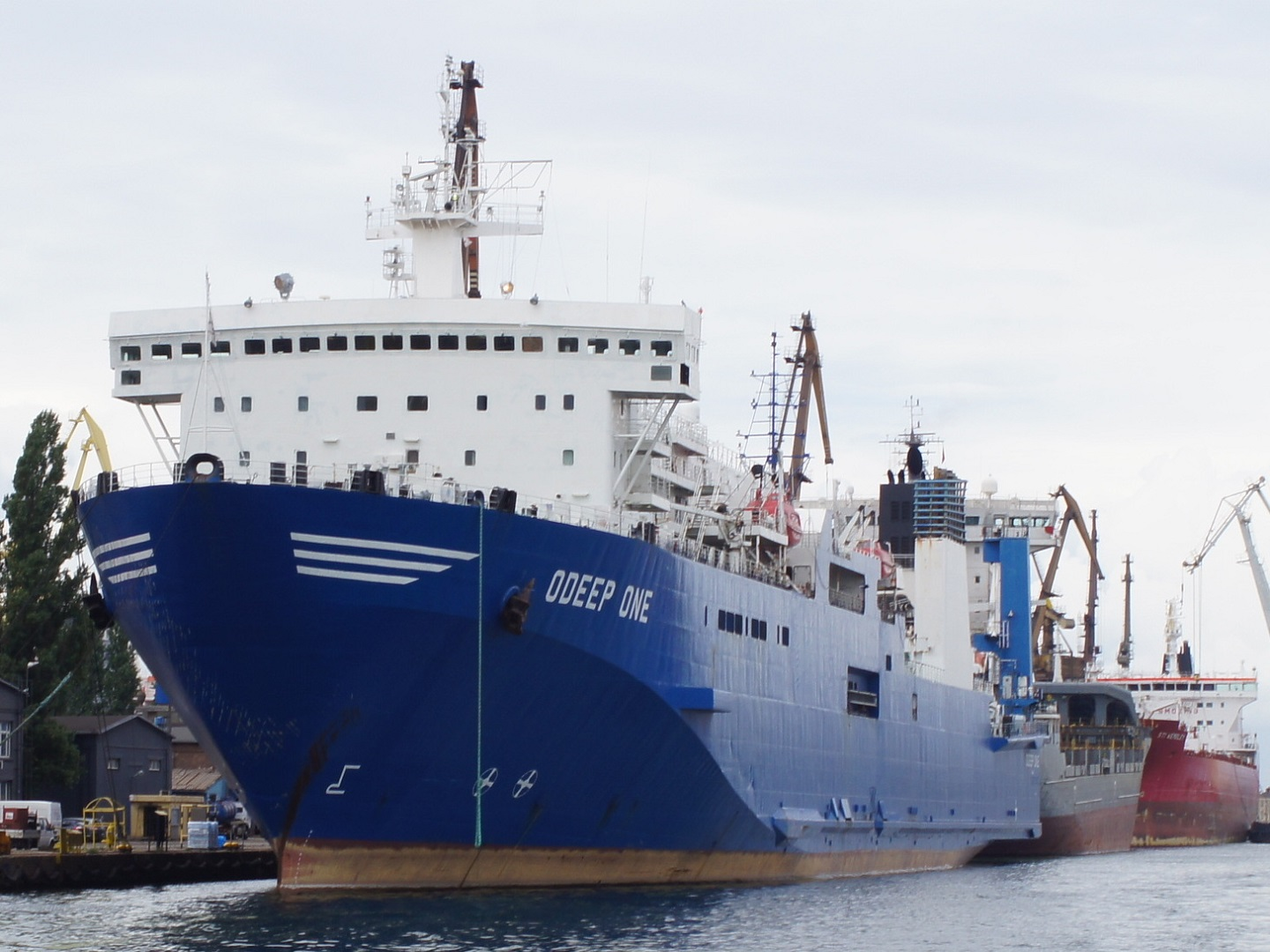
Nach dem Umbau zur Odeep One in Danzig